# Fideos negros
Los fideos negros son un tipo de pasta, que debe su color a que llevan tinta de calamar o similar..
Dada su adición de tinta de calamar, suelen cocerse y prepararse en platos de cocina estilo marinero, muy similar al arroz negro, pero elaborado con fideos.

## Variantes
Los fideos negros preparados por los pescadores de la zona del Sur de Cataluña y de la Comunidad Valenciana, incluyen preparar un sofrito con pimiento rojo troceado, ajo y cebolla. La base del plato son la sepia y el calamar, aunque frecuentemente el caldo se puede hacer de otros pescados y mariscos, sobre ese caldo se añade a los fideos que se dejan cocer de más a menos hasta que el caldo desaparece. El aspecto negro de los fideos se debe a la tinta del calamar que se añade durante el guiso.

## Fiestas y tradiciones
En Salou, Tarragona se celebra anualmente una Degustación de Fideos Negros en el marco de las fiestas mayores de la localidad promovida por la Asociación de Cocineros Costa Dorada.